# Liga Katolicka (Francja)
Liga Katolicka (Liga Święta) – organizacja założona we Francji przez ród Gwizjuszów w 1576 do walki z protestanckimi hugenotami, dowodzonymi przez Henryka IV, króla Nawarry. Wspierana przez Hiszpanów i Państwo Kościelne opanowała w 1588 Paryż, zmuszając króla Henryka III Walezjusza do ucieczki. Liga rozwiązała się, gdy Henryk IV przeszedł w 1593 na katolicyzm.